# Aborcja w Luksemburgu
Luksemburg do listopada 2012 roku posiadał – obok Malty, Irlandii i Polski – jedne z bardziej restrykcyjnych przepisów aborcyjnych spośród państw Unii Europejskiej (art. 348 – 353-A kodeksu karnego). Do 1978 roku przerywanie ciąży było tam bezwzględnie zakazane, następnie wprowadzono jego niekaralność w pierwszych dwunastu tygodniach ciąży pod następującymi warunkami:
1. występuje przynajmniej jedna z trzech niżej wymienionych okoliczności:
  1. donoszenie ciąży bądź warunki życiowe związane z narodzeniem dziecka stwarzają zagrożenie dla zdrowia psychicznego bądź fizycznego matki
  2. płód jest ciężko upośledzony
  3. ciąża jest wynikiem gwałtu
2. kobieta skorzystała z konsultacji u lekarza-ginekologa który poinformował ją o ryzyku związanym z zabiegiem
3. między konsultacją a zabiegiem zachowano odstęp co najmniej tygodnia
4. kobieta posiada od co najmniej trzech miesięcy stały adres zameldowania na terytorium Luksemburga
5. kobieta (bądź w przypadku małoletniej jej opiekunowie prawni) wyraziła pisemną zgodę na zabieg

Występowanie okoliczności wymienionych w punkcie 1. stwierdzał lekarz-specjalista. Normy z punktów 2-4 nie obowiązywały, gdy ciąża zagrażała życiu matki. 
Od 17 listopada 2012 roku, aborcja na życzenie kobiety do 12 tygodnia trwania ciąży jest legalna. Kobieta musi odbyć konsultacje z lekarzem, natomiast niezależnie od jego oceny może ją wykonać. Po upływie 12 tygodni aborcja jest dopuszczalna jedynie z powodu ścisłych wskazań medycznych bądź embriopatologicznych potwierdzonych przez dwóch lekarzy-specjalistów.